# 福瑟吉爾角

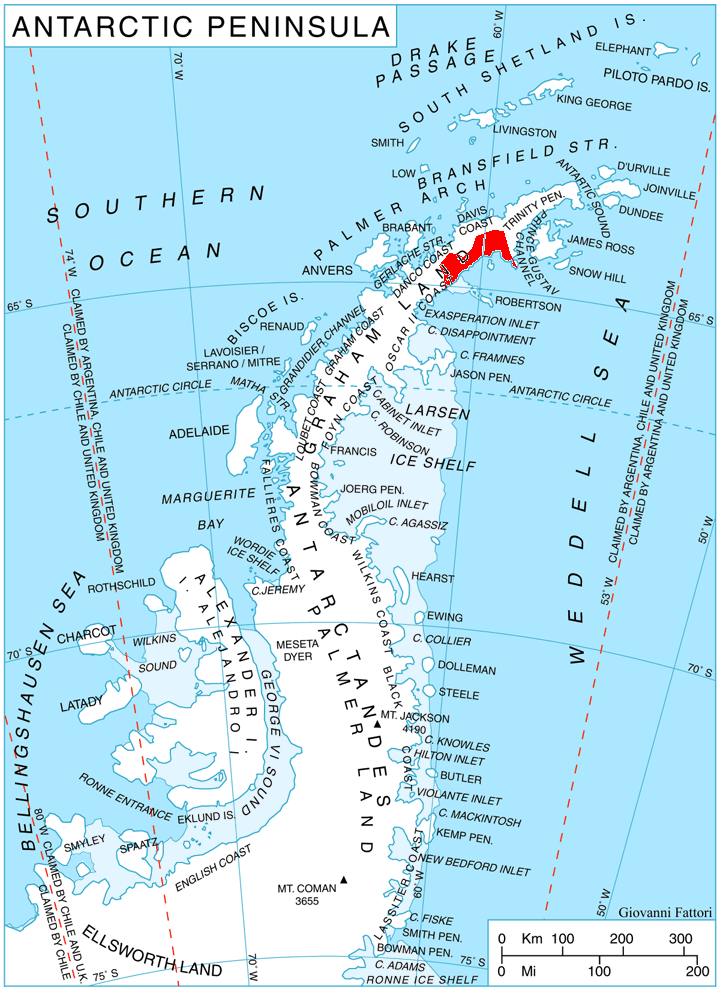

福瑟吉爾角（英語：Fothergill Point）是南極洲的海岬，位於葛拉漢地東部，處於沃斯利角東北面9公里，是蒙德拉加灣入口處的西部和奧德林灣入口處的東北部，現時由南極條約體系管理。

## 外部連結
- SCAR Composite Antarctic Gazetteer（页面存档备份，存于）.

64°35′S 60°12′W / 64.583°S 60.200°W